# An Biên (huyện)
An Biên là một huyện cũ từng thuộc tỉnh Kiên Giang, Việt Nam.

## Địa lý
Huyện An Biên nằm ở phía đông trung tâm tỉnh Kiên Giang, có vị trí địa lý:
- Phía bắc giáp vịnh Thái Lan
- Phía đông giáp huyện Châu Thành và huyện Gò Quao
- Phía nam giáp huyện U Minh Thượng
- Phía tây nam giáp huyện An Minh.

Huyện có diện tích 400,29 km², dân số năm 2020 là 115.584 người, mật độ dân số đạt 289 người/km².
Huyện An Biên được Nhà nước phong tặng Anh hùng lực lượng vũ trang.

## Hành chính
Huyện An Biên có 9 đơn vị hành chính cấp xã trực thuộc, bao gồm thị trấn Thứ Ba (huyện lỵ) và 8 xã: Đông Thái, Đông Yên, Hưng Yên, Nam Thái, Nam Thái A, Nam Yên, Tây Yên, Tây Yên A.
Bản đồ hành chính huyện An Biên, tỉnh Kiên Giang
| Đơn vị hành chính cấp xã  | Thị trấn Thứ Ba | Xã Tây Yên | Xã Tây Yên A | Xã Nam Yên | Xã Hưng Yên | Xã Nam Thái | Xã Nam Thái A | Xã Đông Thái | Xã Đông Yên |
| ------------------------- | --------------- | ---------- | ------------ | ---------- | ----------- | ----------- | ------------- | ------------ | ----------- |
| Diện tích (km²)           | 15,38           | 45,78      | 28,61        | 53,11      | 47,27       | 52,42       | 42,74         | 59,36        | 55,63       |
| Dân số (người)            | 11.981          | 13.915     | 10.602       | 14.866     | 14.935      | 13.020      | 7.615         | 16.409       | 12.241      |
| Mật độ dân số (người/km²) | 779             | 304        | 371          | 280        | 316         | 239         | 178           | 276          | 220         |
| Số đơn vị hành chính      | 6 khu phố       | 6 ấp       | 6 ấp         | 10 ấp      | 9 ấp        | 7 ấp        | 7 ấp          | 13 ấp        | 9 ấp        |

## Lịch sử

### Thời Nhà Nguyễn độc lập
Thời vua Tự Đức cho đến khi Pháp chiếm Hà Tiên (1847-1867), An Biên là tên phủ duy nhất (phủ An Biên) thuộc tỉnh Hà Tiên với 3 huyện: Hà Châu, Kiên Giang và Long Xuyên.
Phủ An Biên (thời Tự Đức), gồm:
- Huyện Hà Châu nguyên có tên là Hà Tiên, gồm 5 tổng (tổng Hà Nhuận, tổng Nhuận Đức, tổng Hà Thanh, tổng Thanh Di, tổng Phú Quốc[3]) với 63 làng xã, phía Tây giáp biển Tây, phía Nam giáp huyện Kiên Giang (Rạch Giá), phía Đông giáp huyện Hà Âm tỉnh An Giang, phía Bắc giáp nước Cao Miên[4]. Đất huyện Hà Châu (phần các tổng Hà Thanh, Thanh Di) nay là phần đất thuộc các huyện thị phía Bắc của tỉnh Kiên Giang: Hà Tiên, Kiên Lương, Hòn Đất, Giang Thành, và (có thể phần các tổng Hà Nhuận, Nhuận Đức) là phần đất Campuchia ngày nay ở giáp biên giới: (tại các huyện Banteay Meas, Kampong Trach của tỉnh Kampot), huyện Kiri Vong của tỉnh Takeo và thành phố Kep.
- Huyện Kiên Giang nguyên là đất Rạch Giá (được Mạc Cửu mở mang), gồm 4 tổng (Kiên Định, Giang Ninh, Kiên Hảo, Thanh Giang) với 66 làng xã, phía Tây giáp biển Tây (qua núi Tật Lệ), phía Nam giáp lâm phận rừng huyện Long Xuyên, phía Đông giáp huyện Phong Phú tỉnh An Giang, phía Bắc giáp huyện Hà Châu[4]. Đất huyện Kiên Giang nay có thể là phần đất thuộc thành phố Rạch Giá và các huyện phía Nam của tỉnh Kiên Giang.
- Huyện Long Xuyên nguyên là đất Cà Mau (được Mạc Cửu mở mang), gồm 2 tổng (là Long Thủy và Quảng Xuyên[5]) với 55 làng xã, phía Tây giáp biển Tây (qua núi Bạch Thạch (Đá Bạc)), phía Nam (đến cửa Hàu (Gành Hào)) giáp Biển Đông, phía Đông giáp huyện Phong Thịnh tỉnh An Giang, phía Bắc giáp lâm phận rừng huyện Kiên Giang[4]. Đất huyện Long Xuyên có thể nay là phần đất thuộc các tỉnh Cà Mau và Bạc Liêu, nhưng cũng có thể bao gồm thành phố Long Xuyên của tỉnh An Giang, vì theo lời chú thích trong Đại Nam nhất thống chí (bản quốc ngữ) thì: Thời Pháp thuộc, tỉnh Hà Tiên chia cho 4 tỉnh: tỉnh Hà Tiên thời Pháp (đất huyện Hà Châu cũ), tỉnh Rạch Giá (huyện Kiên Giang cũ), tỉnh Long Xuyên (tức huyện Long Xuyên cũ), tỉnh Bạc Liêu (cũng đất huyện Long Xuyên)(có lẽ lời chú này lầm với tỉnh An Xuyên, tức Cà Mau ngày nay).

### Thời Pháp thuộc
Ngày 24 tháng 6 năm 1867, tỉnh thành Hà Tiên bị thực dân Pháp chiếm. Năm 1876, Pháp chia Nam Kỳ thành 4 khu vực hành chính lớn, mỗi khu vực hành chính lại chia nhỏ thành các tiểu khu hay hạt tham biện (arrondissement administratif) thì tỉnh Hà Tiên cũ bị chia thành 3 hạt tham biện là Hà Tiên và Rạch Giá và Bạc Liêu. Lúc này, Pháp cũng bãi bỏ phủ An Biên có từ thời Nhà Nguyễn.
Theo Nghị định ngày 20 tháng 12 năm 1899 của Toàn quyền Đông Dương đổi tên tất cả các hạt tham biện thành tỉnh thì từ ngày 1 tháng 1 năm 1900, 3 hạt tham biện là Hà Tiên, Rạch Giá, Bạc Liêu trở thành 3 tỉnh Hà Tiên, Rạch Giá, Bạc Liêu.
Thời Pháp thuộc, An Biên là đại lý hành chánh thuộc tỉnh Rạch Giá do Pháp lập nên vào ngày 1 tháng 1 năm 1936, trụ sở đặt tại chợ Thứ Ba, gồm 1 tổng có tên là Thanh Biên trên cơ sở tách đất từ quận Phước Long trước đó. Ngày 1 tháng 8 năm 1939, Toàn quyền Đông Dương ban hành Nghị định nâng lên thành quận, đặt dưới quyền một quan chức người Pháp. Ngày 21 tháng 5 năm 1955, quận An Biên hợp với quận Phước Long và vùng Chắc Băng thành đặc khu An Phước thuộc tỉnh Sóc Trăng.

### Giai đoạn 1956-1975
Sau năm 1956, chính quyền Việt Nam Cộng hòa đổi tên quận An Biên thành quận Kiên An thuộc tỉnh Kiên Giang vừa mới thành lập, quận lỵ vẫn đặt tại Thứ Ba. Khoảng năm 1960, chính quyền cho thành lập quận Kiên Long trên cơ sở tách ra từ quận Kiên An, với quận lỵ đặt tại xã Vĩnh Thuận. Sau năm 1971, lại tách đất quận Kiên An để thành lập thêm quận Hiếu Lễ, quận lỵ đặt tại Thứ Mười Một.
Về phía chính quyền Mặt trận dân tộc giải phóng miền Nam Việt Nam (sau này là Chính phủ Cách mạng lâm thời Cộng hòa Miền Nam Việt Nam), tên huyện An Biên thuộc tỉnh Rạch Giá vẫn được duy trì cho tới năm 1975. Năm 1964, chính quyền Cách mạng thành lập huyện Vĩnh Thuận trên cơ sở tách ra từ huyện An Biên. Huyện Vĩnh Thuận thuộc tỉnh Rạch Giá có địa giới hành chính trùng với quận Kiên Long thuộc tỉnh Kiên Giang của chính quyền Việt Nam Cộng hòa.
Sau ngày 30 tháng 4 năm 1975, chính quyền quân quản Cộng hòa miền Nam Việt Nam của tỉnh Rạch Giá lúc bấy giờ vẫn đặt huyện An Biên thuộc tỉnh Rạch Giá cho đến đầu năm 1976.

### Từ năm 1976 đến nay
Từ tháng 2 năm 1976, An Biên là huyện của tỉnh Kiên Giang, bao gồm thị trấn Thứ Ba và các xã: Đông Hòa, Đông Hưng, Đông Thái, Đông Thạnh, Đông Yên, Tây Yên, Vân Khánh.
Ngày 17 tháng 2 năm 1979, Hội đồng Chính phủ ban hành Quyết định 50-CP về việc:
- Chia xã Đông Yên thành 4 xã: Hưng Yên, Đông Yên, Thạnh Yên và Vĩnh Yên
- Chia xã Tây Yên thành 4 xã: Hòa Yên, Tây Yên, Nam Yên và Thuận Yên
- Chia xã Đông Thái thành 4 xã: Đông Thái, Trung Thái, Bắc Thái và Nam Thái
- Chia xã Đông Hòa thành 4 xã: Thuận Hòa, Nam Hòa, Đông Hòa và Tân Hóa
- Chia xã Đông Thạnh thành 2 xã: Đông Thạnh và Tân Thạnh
- Chia xã Đông Hưng thành 3 xã: Đông Hưng, Ngọc Hưng và Tân Hưng
- Chia xã Vân Khánh thành 2 xã: Vân Khánh Đông và Khánh Vân.

Ngày 13 tháng 1 năm 1986, Hội đồng Bộ trưởng ban hành Quyết định 07-HĐBT về việc tách 12 xã: Thuận Hòa, Nam Hòa, Đông Hòa, Tân Hòa, Tân Thạnh, Đông Thạnh, Ngọc Hưng, Đông Hưng, Tân Hưng, Vân Khánh, Vân Khánh Đông và Khánh Vân với diện tích tự nhiên 55.824 ha và 77.302 người để thành lập huyện An Minh.
Huyện An Biên còn lại thị trấn Thứ Ba và 12 xã: Bắc Thái, Đông Thái, Đông Yên, Hòa Yên, Hưng Yên, Nam Thái, Nam Yên, Tây Yên, Thạnh Yên, Thuận Yên, Trung Thái, Vĩnh Yên, với diện tích tự nhiên là 57.538 ha và 108.055 người.
Ngày 24 tháng 5 năm 1988, Hội đồng Bộ trưởng ban hành Quyết định 92-HĐBT về việc:
- Hợp nhất xã Hòa Yên và xã Tây Yên thành xã Tây Yên
- Hợp nhất xã Thuận Yên và xã Nam Yên thành xã Nam Yên
- Hợp nhất xã Bắc Thái và xã Nam Thái thành xã Nam Thái
- Thành lập xã An Minh Bắc và chuyển xã về huyện An Minh quản lý.

Huyện An Biên lúc này bao gồm thị trấn Thứ Ba và 7 xã: Đông Thái, Đông Yên, Hưng Yên, Nam Thái, Nam Yên, Tây Yên, Thạnh Yên.
Ngày 18 tháng 3 năm 1997, Chính phủ ban hành Nghị định số 23-CP về việc:
- Thành lập xã Nam Thái A trên cơ sở 3.538 ha diện tích tự nhiên và 8.108 người của xã Nam Thái
- Thành lập xã Tây Yên A trên cơ sở 3.313 ha diện tích tự nhiên và 10.818 người của xã Tây Yên.

Ngày 8 tháng 1 năm 2004, Chính phủ ban hành Nghị định số 11/2004/NĐ-CP về việc thành lập xã Thạnh Yên A trên cơ sở 2.388,90 ha diện tích tự nhiên và 7.359 người của xã Thạnh Yên.
Cuối năm 2004, huyện An Biên có 11 đơn vị hành chính, bao gồm thị trấn Thứ Ba và 10 xã là: Tây Yên, Tây Yên A, Nam Yên, Hưng Yên, Nam Thái, Nam Thái A, Đông Thái, Đông Yên, Thạnh Yên, Thạnh Yên A.
Ngày 6 tháng 4 năm 2007, Chính phủ ban hành Nghị định 58/2007/NĐ-CP về việc thành lập huyện U Minh Thượng trên cơ sở điều chỉnh 7.135,82 ha diện tích tự nhiên và 18.843 nhân khẩu (gồm toàn bộ diện tích tự nhiên và nhân khẩu của các xã: Thạnh Yên, Thạnh Yên A) thuộc huyện An Biên.
Sau khi điều chỉnh, huyện An Biên còn lại 40.028,98 ha diện tích tự nhiên và 123.678 nhân khẩu, có 9 đơn vị hành chính trực thuộc, bao gồm 8 xã: Nam Thái A, Nam Thái, Tây Yên A, Tây Yên, Hưng Yên, Đông Yên, Nam Yên, Đông Thái và thị trấn Thứ Ba.

## Danh nhân
Cố nhà văn Sơn Nam, xã Đông Thái.

## Hình ảnh

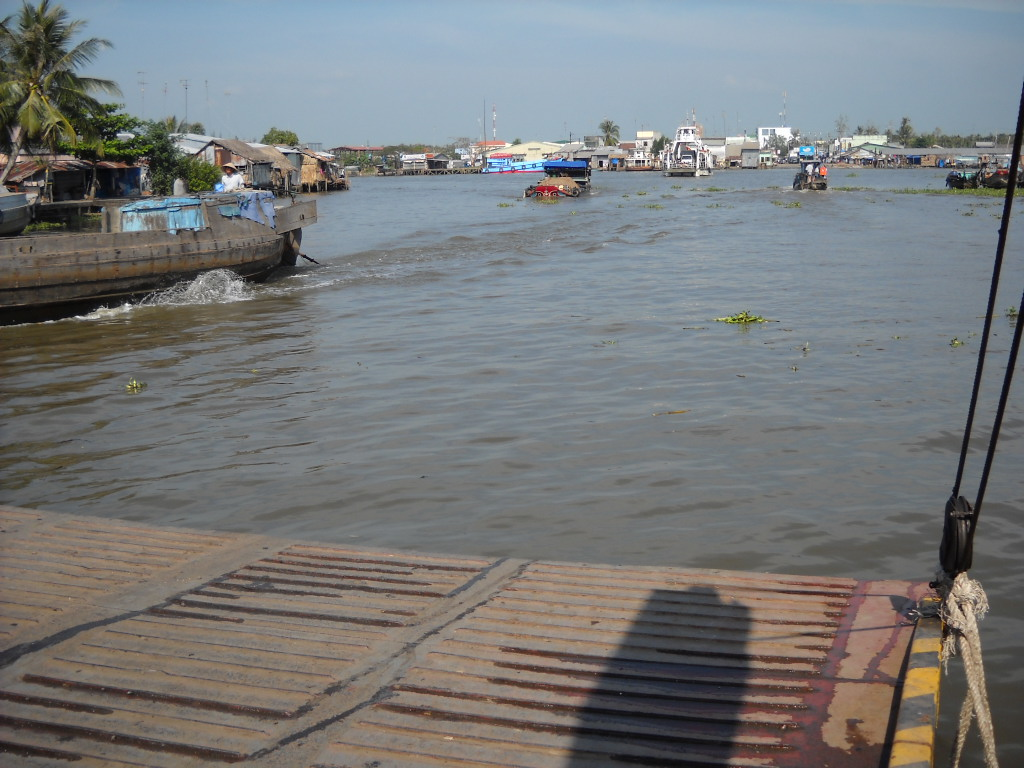
Phà Tắc Cậu, An Biên đi Rạch Giá
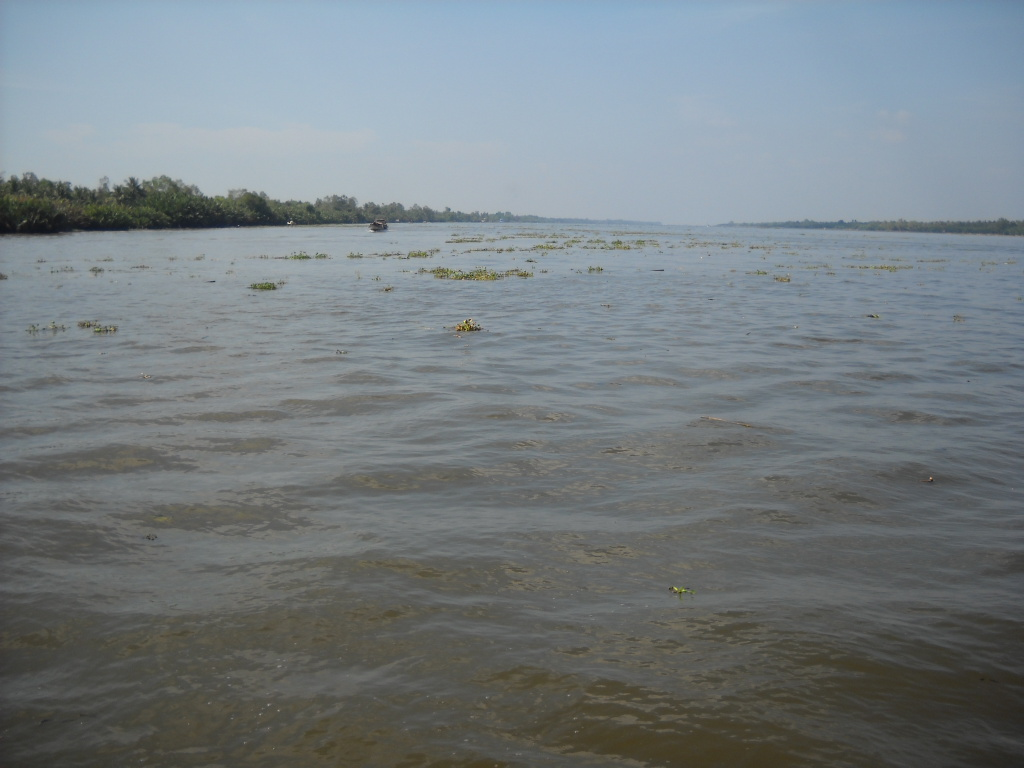
Cửa sông Cái Lớn đổ ra vịnh Rạch Giá, đoạn An Biên
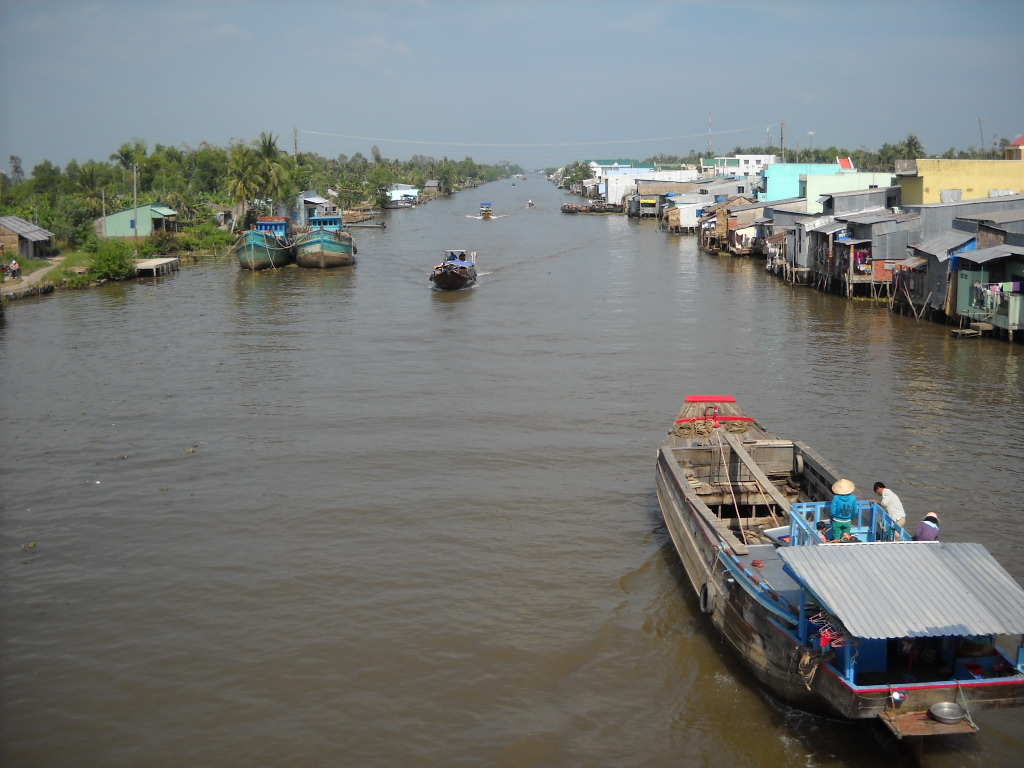
Kênh Cán Gáo - Cái Lớn, đoạn qua An Biên